# Hanna Schygulla
Hanna Schygulla (Königshütte, hoy Chorzów, Alta Silesia, hoy Polonia, 25 de diciembre de 1943) es una actriz y cantante alemana.
Estudió interpretación en Múnich, y allí conoció a Rainer Werner Fassbinder. Se unió a mediados de la década de 1960 a su grupo de teatro underground y protagonizó muchas de sus películas hasta el fallecimiento de éste, en 1982.
Ha trabajado con otros directores alemanes como Wim Wenders, Margarethe von Trotta o Fatih Akin más recientemente, y también fuera de Alemania con Jean-Luc Godard, Carlos Saura, Marco Ferreri y Jaime Humberto Hermosillo. Desde 1981, vive en París.
También actúa como cantante por teatros de todo el mundo.

## Filmografía selecta

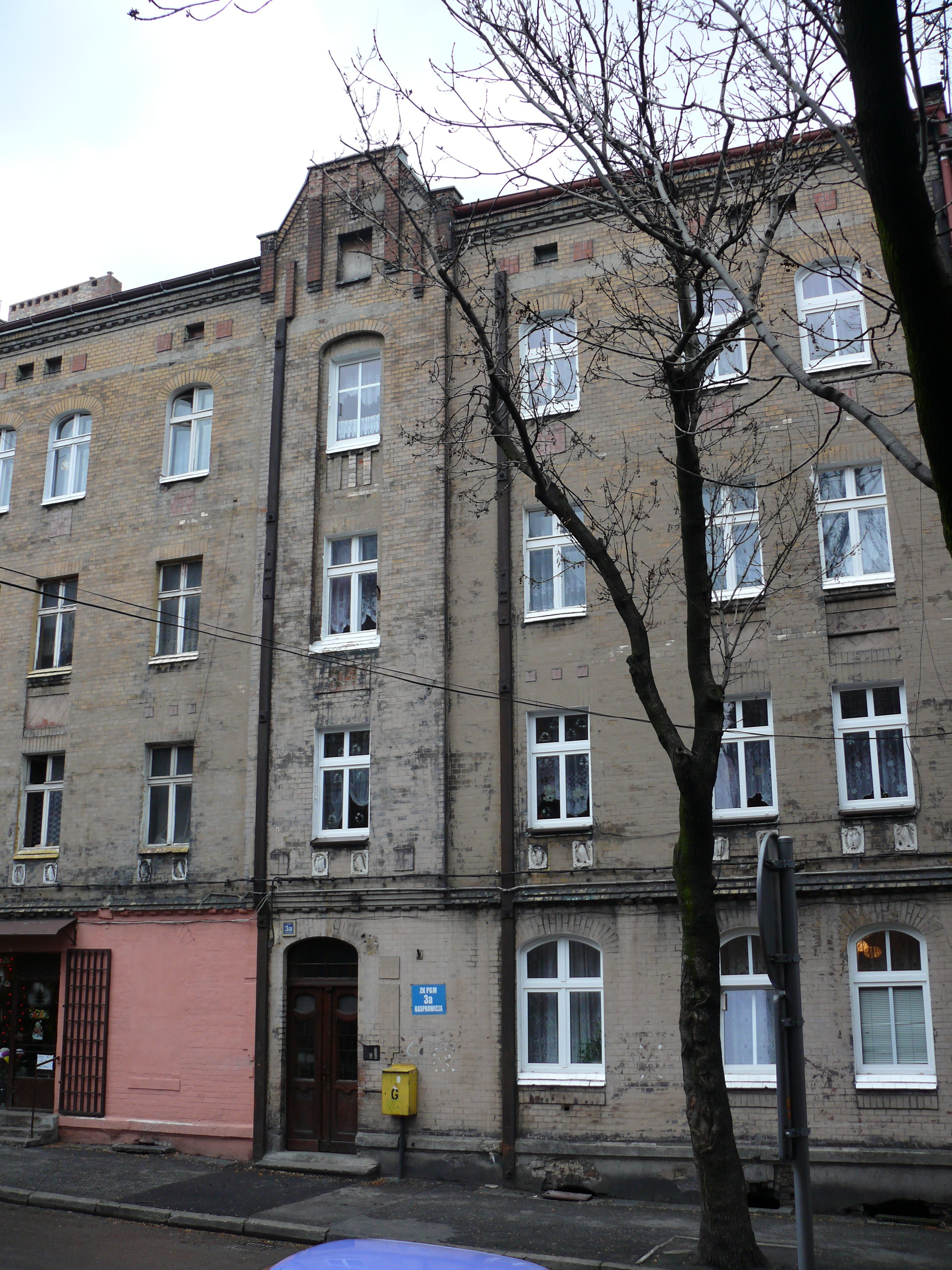
Casa de Schygulla en Chorzów, en la Alta Silesia.

- El amor es más frío que la muerte (1969)
- Katzelmacher (1969)
- Götter der Pest (1970)
- Why Does Herr R. Run Amok? (1970)
- Die Niklashauser Fart (1971)
- Rio das Mortes (1971)
- Pioniere in Ingolstadt (1971)
- Whity (1971)
- Atención a esa prostituta tan querida (1971)
- El mercader de las cuatro estaciones (1972)
- Las amargas lágrimas de Petra von Kant (1972)
- Fontane - Effi Briest (1974)
- Falso movimiento (1975)
- El matrimonio de María Braun (1979)
- Berlin Alexanderplatz (1980)
- Lili Marleen (1981)
- La nuit de Varennes (1982)
- Pasión (1982)
- Antonieta (1982) Carlos Saura
- Heller Wahn (1983)
- Historia de Piera (1983)
- Eine Liebe in Deutschland  (1983)
- The Future is Woman (1984)
- The Delta Force (1986)
- Miss Arizona (1987)
- Forever, Lulu - ( Elaine Hines / 1987 / Released / Cori Films International)
- El Verano de la Señora Forbes (1989)
- Abrahams Gold (1990)
- Morir todavía (1991)
- Warsaw Year 5073 (1992)
- 21.Les cent et une nuits: las cien y una noches (1995)
- Waiting for Sunset (1995)
- Milim (1996)
- La niña de tus ojos (1998)
- Las armonías de Winterreise (2000)
- Winterreise (2006)
- Al otro lado (2007)
- Fortunata (2017)
- La biblioteca de los libros rechazados (2019)
- Pobres criaturas (2023)

## Premios y distinciones
Festival Internacional de Cine de Berlín
| Año  | Categoría                                       | Película                     | Resultado |
| ---- | ----------------------------------------------- | ---------------------------- | --------- |
| 1979 | Oso de Plata a la mejor interpretación femenina | El matrimonio de Maria Braun | Ganadora  |

Festival Internacional de Cine de Cannes
| Año  | Categoría    | Película          | Resultado |
| ---- | ------------ | ----------------- | --------- |
| 1983 | Mejor actriz | Historia de Piera | Ganadora  |